# Sleeper
Sleeper — британская рок-группа, образовавшаяся в 1993 году в Лондоне, Англия, исполнявшая брит-поп с элементами панк-рока и известность получившая как часть NWONW («Новой волны новой волны»). Восемь синглов Sleeper вошли в британский Top 40, все три их альбома стали Top 10-хитами.
Вокалистка и автор песен Луиз Венер, в чьих текстах музыкальная критика всегда отмечала литературные тенденции, после распада группы переквалифицировалась в писательницу и к 2009 году опубликовала 5 романов.

## История группы
Луиз Венер и Джон Стюарт (англ. Jon Stewart), гитара), познакомились в 1987 году будучи студентами Манчестерского университета, где изучали политическую философию. Переехав в Лондон, они собрали группу: на объявление в Melody Maker («Требуются бас-гитарист и ударник; влияния — The Pixies и The Partridge Family») откликнулись Энди Маклюр (англ. Andy Maclure, ударные) и Диид Осман (англ. Diid Osman, бас-гитара). В какой-то момент группа выбрала название Surrender Dorothy (в честь эпизода из кинофильма «The Wizard of Oz»), но отказалась от идеи, узнав, что несколько других групп уже это делали. Наконец выбор пал на Sleeper — в честь фильма Вуди Аллена, а также потому, что слово имеет несколько смысловых значений («шпион», «неожиданный хит», «спальный вагон» и т. д.).
Sleeper дебютировали в 1993 году, их концерты получили положительные рецензии, и в ноябре того же года вышел дебютный сингл «Alice in Vain». В феврале последовал «Swallow» (#87 UK); третий сингл «Delicious» возглавил UK Indie Chart. В мае Sleeper провели успешные гастроли с Blur, выступая разогревщиками в Parklife-туре. В феврале 1995 года вышел дебютный альбом Smart: поднялся до #5 в Британии, возглавил indie-списки, спустя 4 месяца получил в Британии статус «серебряного», а впоследствии стал «золотым». В США альбом получил хорошую прессу, но коммерческого успеха не имел.
За ним последовал The It Girl (май 1996 года). Альбом, ставший в Британии платиновым, ознаменовал творческий и коммерческий пик карьеры Sleeper. Кавер-версия песни Blondie «Atomic» вошла в звуковую дорожку фильма «Trainspotting», наряду с треком «Statuesque», вышедшим синглом.
Третий альбом группы Pleased to Meet You был выпущен в октябре 1997 года и получил в Великобритании «серебряный» статус.
Распались Sleeper в 1998 году. Сборник лучших песен Greatest Hits, составленный самими участниками группы, вышел в 2007 году.
В 2017-м году Sleeper возобновили деятельность. По сей день они участвуют в тематических brit-pop мероприятиях, дают сольные концерты. В 2019-м году вышел их первый за 12 лет альбом The Modern Age, ставший четвертым в их карьере. В 2020-м году за ним последовал пятый. This Time Tomorrow включил в себя как новые песни, так и ряд старых, ранее запланированных для альбома, который не вышел из за распада группы. В том числе, трек We Are Cinderella, записанный с участием Джорджа Майкла. 

## Дискография

### Альбомы
- Smart (1995 #5, UK)
- The It Girl (1996, #5)
- Pleased to Meet You (#7, 1997)
- Greatest Hits (2007)
- The Modern Age (2019)
- This Time Tomorrow (2020)

### Синглы
- «Swallow» (1994, # 76, UK)
- «Delicious» (1994, 75)
- «Inbetweener» (1995, 16)
- «Vegas» (1995, 33)
- «What Do I Do Now?» (1995, 14)
- «Sale of the Century» (1996, 10)
- «Nice Guy Eddie» (1996, 10)
- «Atomic» (DJ promo, 1996, Trainspotting Soundtrack)
- «Statuesque» (1996, 17)
- «She’s A Good Girl» (1997, 28)
- «Romeo Me» (1997, 39)
- «Look At You Now» (2018)
- «The Sun Also Rises» (2019)